# 앵그리버드 스페이스
《앵그리 버드 스페이스》(Angry Birds Space)는 로비오 엔터테인먼트가 개발한 액션, 퍼즐 게임이다. 우주를 배경으로 하였다.

## 특징
이 게임은 NASA와 내셔널 지오그래픽 채널 그리고 삼성전자의 갤럭시 노트와 협력 관계를 맺었다. 이를 통해, 삼성 갤럭시 노트를 소지한 사람은 삼성 앱스에서 다운을 받으면 갤럭시 노트용 스테이지가 제공된다.
또, 애플 앱 스토어와 구글 플레이에서 약 1달러 가량의 금액을 추가 결제(In-App Purchase)하면 추가 스테이지(Danger Zone)를 플레이 할 수 있으며, 구글 플레이에서 앵그리 버드 스페이스 프리미엄(Angry Birds Space Premium)을 구입하면 광고 없이 게임을 즐길 수 있다.

## 스테이지
1. Pig Bang(돼지의 폭발)
2. Cold Cuts(얼음에 잘리다)
3. Fry Me to the Moon(내게 달을 튀겨줘)
4. Utopia(천국)
5. Red Planet(붉은 행성)
6. Pig Dipper (돼지의 별자리)
7. Cosmic Crystals (우주의 수정구슬)
8. Danger Zone(위험 지대)
9. Eggsteroids(황금알의 별)

## 평가
| 평가                                                                                            |             |
| ----------------------------------------------------------------------------------------------- | ----------- |
| 통합 점수 통합사 점수 메타크리틱 iOS: 83/100 [ 5 ] 평론 점수 평론사 점수 TouchArcade iOS: [ 6 ] |             |
| 통합 점수                                                                                       |             |
| 통합사                                                                                          | 점수        |
| 메타크리틱                                                                                      | iOS: 83/100 |
| 평론 점수                                                                                       |             |
| 평론사                                                                                          | 점수        |
| TouchArcade                                                                                     | iOS:        |

## 같이 보기
- 앵그리 버드